# Platynosomum ventricosum
Espèce
Platynosomum ventricosum est une espèce de trématodes de la famille des Dicrocoeliidae.